# 拉伊玛
拉伊玛（Laima，也是拉脱维亚神话中的拉玛“Lama”）是波罗的海地区神话中的命运女神。她与生育、婚姻和死亡有关;她也是孕妇的守护神。拉伊玛及她的作用与印度教神话中的女神拉克希米（Lakshmi）相同。

## 在拉脱维亚
在拉脱维亚神话中，拉伊玛和她的姐妹：卡尔塔（Kārta）和杰克拉（Dēkla），是三位一体的命运之神，类似于北欧的诺恩三女神（Norns）或希腊的摩伊赖（Moirai）。拉伊玛决定个人的最终命运。虽然他们三位都有类似的作用，但拉伊玛侧重母亲，杰克拉负责儿童，而卡尔塔则握有成年人的生活命运。在现代重建的波罗的海宗教中，这三位女神被称为三大拉伊玛，表明它们是同一神的三个不同方面。19世纪末出现在桑拿浴室（淋浴房）中举行的向拉伊玛献祭母鸡、山羊、毛巾或其他编织品等仪式，只有女性才被允许参加 。

## 在立陶宛
在立陶宛神话中，拉伊玛(命运)往往与拉伊梅（Laimė，好运）和拉乌梅（Laumė，仙女）相混淆。其他相关的神包括：达莉亚(Dalia，命运)和吉利季涅（Giltinė，收割者）。首次提到拉伊玛的书面来源是威廉·马天尼（Wilhelm Martini）创作的立陶宛歌曲《拉伊墨莉》（Laimelea）拉丁序幕，由丹尼尔·克莱恩收集并于1666年发表。她也被马特乌斯·普莱托里尤斯（Matthäus Prätorius）、雅各布·罗多斯基（Jacob Brodowski）、菲利普·鲁伊杰斯（Philipp Ruhig）及其他人所提及。
拉伊玛最重要的职责之一是预言（立陶宛语：lemti）新生儿的命运。有时，只有一位拉伊玛，而在另一些情况下三位拉伊玛会经常给出矛盾的预言。而最后的判定即使拉伊玛自己也无法更改。学术界很少支持有三位命运女神，这一理念在欧洲宗教中被普遍认同（如希腊的摩伊赖等）。在早期历史中，通过拉伊玛判定命运的例子被用于立陶宛宗教的宿命论。例如，1837年曼弗雷德·蒂茨（Manfred Tietz）写道，由于立陶宛人认为命运天定，因此他们都成为了无畏的勇士。而阿尔吉达斯·朱利安·格雷马斯（Algirdas Julien Greimas）认为，这一看法过于肤浅，拉伊玛并不决定命运，她只是知道这一切。在一个立陶宛版本的大洪水神话中，拉伊玛参与了人类的诞生。
拉伊玛也与戈古特（Gegutė，杜鹃）-格雷马斯认为是一位单独的女神有关，而其他人则认为她是拉伊玛的化身。戈古特负责时间和季节的轮替。她叫声的多少被认为可预测一个人活多久。在春天，她也决定一个人今年将有多少节余，例如，如果一个人身上没钱时，他将会听到布谷鸟的叫声，在这一年他都会很穷。拉伊玛的圣树是椴树。